# Carl von Fidler
Carl Wilhelm Ferdinand von Fidler (* 6. Dezember 1856 in Berlin; † 17. November 1927 in Dresden) war ein preußischer Verwaltungsjurist, Landrat und 1903/18 Regierungspräsident in Erfurt und 1918/19 in Frankfurt (Oder).

## Leben

### Herkunft
Sein Großvater war der preußische Generalleutnant Ferdinand von Fidler (1791–1874), der am 7. Juni 1856 in den erblichen preußischen Adelstand erhoben wurde. Carl war der Sohn des preußischen Oberstleutnants Hugo von Fidler (1823–1883) und dessen Ehefrau Henriette.

### Werdegang
Fidler machte 1876 sein Abitur am Andreanum in Hildesheim. Daran schloss sich ein Studium der Rechts- und Staatswissenschaften in Berlin und Bonn 1876/81 an. Nach dem erfolgreich abgeschlossenen Studium begann Fidler als Gerichtsreferendar in Goslar und am Landgericht in Berlin zu arbeiten.
Am 19. Oktober 1888 ernannte man Fidler zum Landrat im Kreis Schleswig. Ab 12. Oktober 1899 war er kommissarischer Landrat in Saarbrücken und wurde am 15. Mai 1900 endgültig zum Landrat und gleichzeitigen Polizeidirektor von Saarbrücken ernannt.
Am 28. Oktober 1903 nahm Fidler seine Tätigkeit als Regierungspräsident in Erfurt auf und wechselte 1918 auf den Posten des Regierungspräsidenten in Frankfurt (Oder). Von diesem Posten wurde er 1919 emeritiert.

### Familie
Fidler heiratete am 13. Juni 1887 in Ichtershausen Elisabeth von Eltester (1867–1888) Seine zweite Ehe wurde am 20. September 1907 in Gerlachsheim mit Freda von Brauchitsch (1873–1961) geschlossen. Freda war die Tochter des Heinrich von Brauchitsch und der Elisabeth von Roon, Tochter der Anna Rogge und des GFM Albrecht von Roon.